# Circular de planetas menores
La  circular de planetas menores (en inglés Minor Planet Circulars cuyas siglas son MPCs) es una revista científica que se publican generalmente en la fecha de cada luna llena por el centro de planetas menores. El MPC contienen observaciones astrométricas, órbitas y efemérides de planetas menores, cometas y algunos satélites naturales. Las observaciones astrométricas de los cometas se publican en su totalidad, mientras que las observaciones de planetas menores se resumen con el código del observatorio (las observaciones completas se encuentran en el Minor Planet Circulars Supplement).
La circular de planetas menores (MPC), es diferente a las circulares electrónicas sobre planetas menores (MPEC).